# Gare de Sombreffe
La gare de Sombreffe est une gare ferroviaire belge, fermée, de la ligne 147, de Tamines à Landen située sur le territoire de la commune de Sombreffe, dans la province du même nom en Région wallonne. Elle est mise en service en 1865, ferme aux voyageurs en 1959 et aux marchandises en 1992.

## Situation ferroviaire
La gare de Sombreffe était située au point kilométrique (PK) 15,6 de la ligne 147, de Tamines à Landen, via Fleurus et Gembloux entre les gares de Ligny-Sud et Corroy-le-Château.

## Histoire
La station de Sombreffe est mise en service le 15 octobre 1865 par la Compagnie du chemin de fer de Tamines à Landen, lorsqu'elle ouvre à l'exploitation la section de Fleurus à Landen.
La SNCB supprime les derniers trains de voyageurs entre Fleurus et Gembloux le 4 octobre 1959 et la ligne est démontée dans la foulée entre Sombreffe et Gembloux. La gare de Sombreffe, devenu une impasse, continue à générer un trafic marchandises jusqu'au 1er septembre 1992. Durant ses dernières années, la ligne était en mauvais état, envahie par la végétation. Le dernier train à arpenter la ligne avant son démontage fut une locomotive de manœuvres venue récupérer de vieux wagons garés.[réf. souhaitée]

## Patrimoine ferroviaire
Le bâtiment des recettes d'origine était du même type que celui de la gare de Ligny-Sud, également démoli après la fermeture aux voyageurs. Au-moins trois bâtiments de ce type auraient existé sur les lignes de la « croix de Hesbaye » (142 et 147). Celui de la gare de Zétrud-Lumay est le seul encore existant et se distingue par sa façade de briques nues, sans enduit. À Sombreffe et Ligny-Sud, la toiture d'aspect irrégulier se coiffe de nombreuses cheminées (cinq à six).
À côté de la gare se trouvait une annexe de service en briques à structure de pans de bois qui pourrait être aussi ancienne que la gare elle-même. Ce bâtiment a été conservé, accueillant un club colombophile, et fait face à un parc aménagé à l'emplacement des anciennes voies à quai. Un RAVeL réutilise l'assiette de la ligne, dont subsistent quelques mètres de voies et trois aiguillages.

Ancienne annexe (2023)
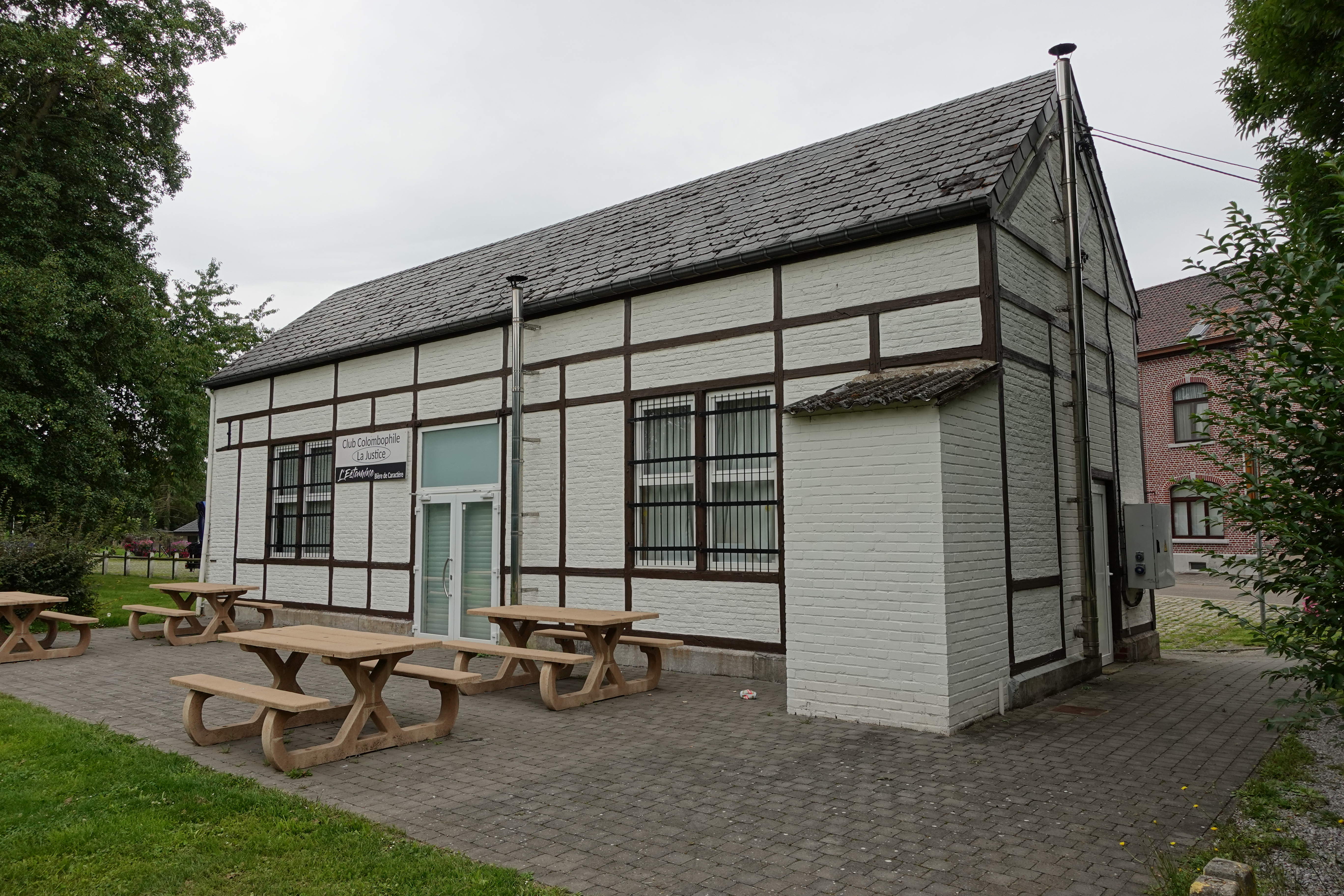
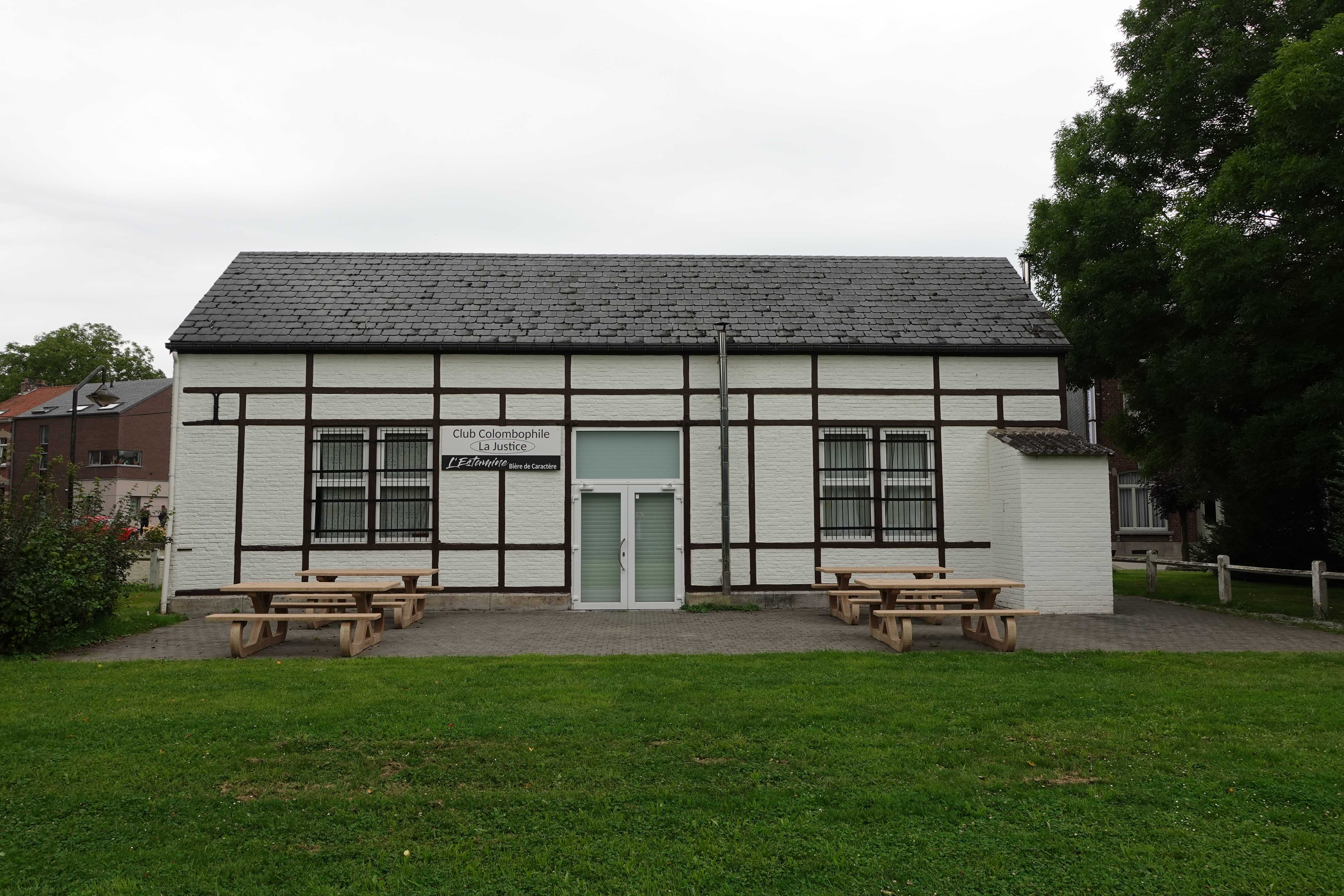
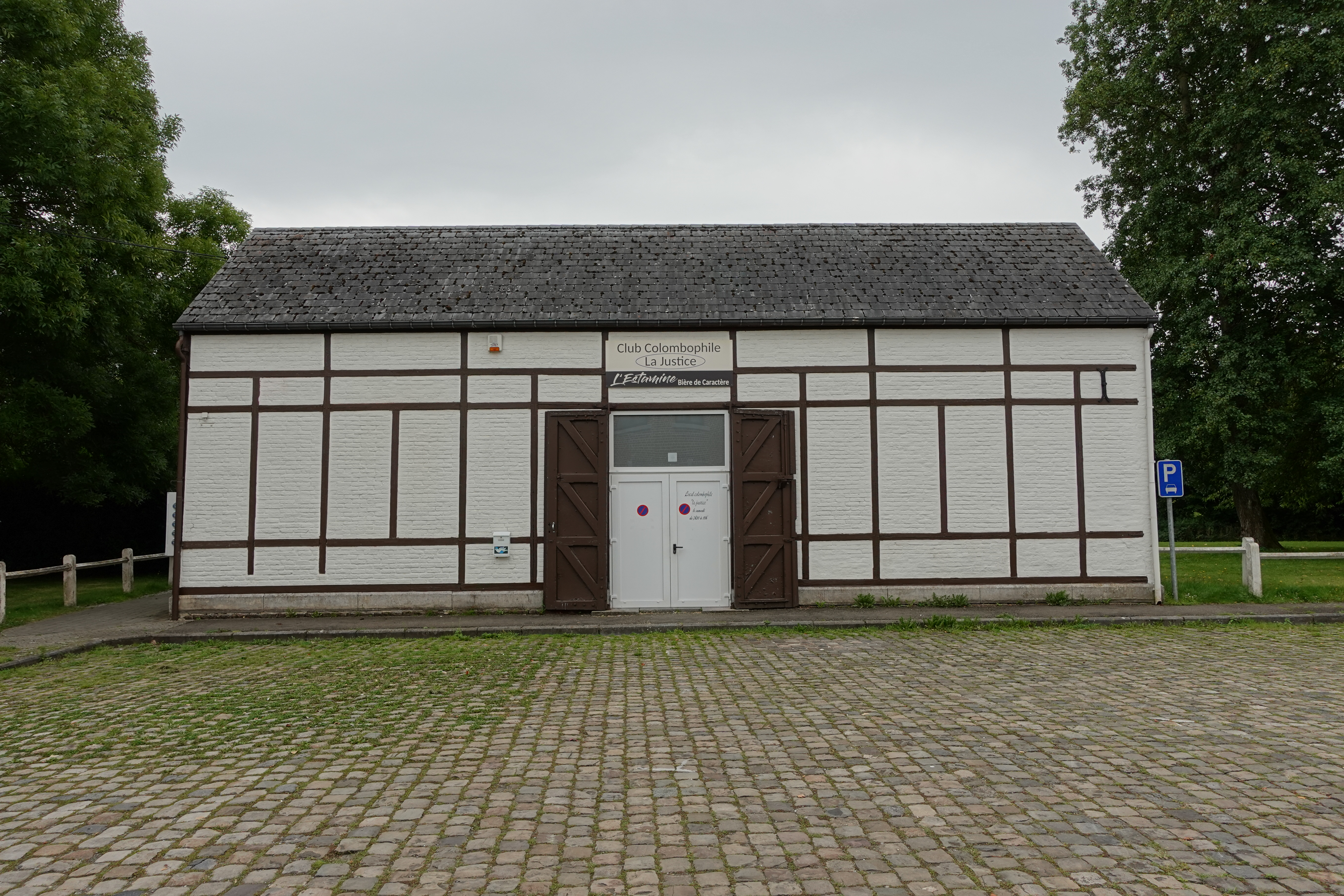
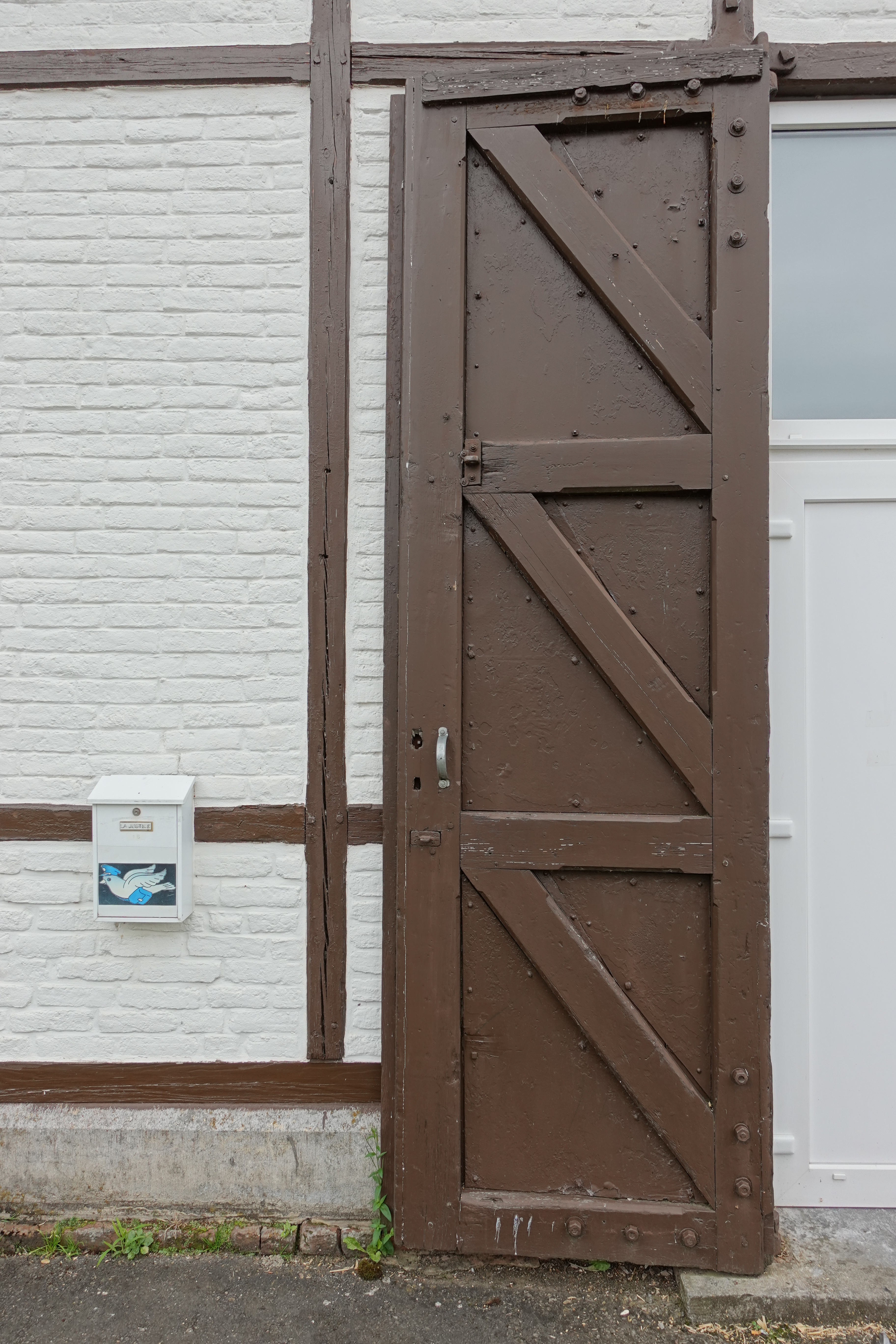